# Limnonectes plicatellus
Limnonectes plicatellus är en groddjursart som först beskrevs av Ferdinand Stoliczka 1873.  Limnonectes plicatellus ingår i släktet Limnonectes och familjen Dicroglossidae. IUCN kategoriserar arten globalt som livskraftig. Inga underarter finns listade i Catalogue of Life.